# Davinia Rodríguez
Davinia Rodríguez (* 1980 in Las Palmas de Gran Canaria, Spanien) ist eine spanische Opernsängerin (Sopran/Koloratursopran).

## Leben
Davinia Rodríguez begann ihre Ausbildung am Konservatorium von Las Palmas unter Leopoldo Rojas O’Donell. Danach studierte sie bei Teresa Berganza am Konservatorium der Reina Sofia in Madrid (Escuela Superior de Música Reina Sofía). Darüber hinaus besuchte sie auch Meisterklassen in New York (bei Martina Arroyo) und in Modena (bei Raina Kabaivanska).
In zahlreichen Konzertsälen und Theatern Spaniens stand sie auf der Bühne: dem Teatro Pérez Galdós in Las Palmas, dem Teatro Real in Madrid und dem Auditorium auf Teneriffa. Sie interpretierte eine ganze Reihe von Opernpartien unterschiedlicher Stimmfächer wie Despina in Così fan tutte, Susanna in Le nozze di Figaro, Carolina in Il matrimonio segreto, die Giannetta und Adina in L’elisir d’amore und die Contessa di Folleville in Il viaggio a Reims beim Rossini Opera Festival Pesaro.
Rodríguez trat auch wiederholt als Königin der Nacht in der Zauberflöte auf, u. a. am Teatro Carlo Felice in Genua, der Stuttgarter Staatsoper und bei den Settimane Musicali di Stresa. Im Koloraturfach war sie auch in den Titelrollen von Gaetano Donizettis Lucia di Lammermoor und Verdis La traviata zu erleben.
Rodríguez trat auch als lyrischer Sopran auf und in Opern des frühen 18. sowie 20. Jahrhunderts. Neben Domingo und Arturo Chacón Cruz in den Titelrollen sowie Roberto Tagliavini als Jacopo Loredano übernahm sie auch in Verdis I due Foscari im Theater an der Wien die besonders anspruchsvolle Sopranpartie der Lucrezia Contarini. 2016 war sie dort als Lady Macbeth in Verdis Oper neben Domingo zu erleben.
Abgesehen von ihrer Präsenz als Opernsängerin trat Rodríguez auch als Operetten- und Musical-Sängerin in Erscheinung, so in Franz Lehárs Die lustige Witwe und Leonard Bernsteins West Side Story.
Unter den Dirigenten, unter denen Davinia Rodríguez sang, sind zu nennen Bertrand de Billy, Jesús López Cobos, James Conlon, Plácido Domingo, Nicola Luisotti, Gianandrea Noseda, Donato Renzetti, Jeffrey Tate, Alberto Zedda und ihr Ehemann Riccardo Frizza.

## Rollenverzeichnis (Auswahl)
- Cimarosa – Carolina
- Mozart – Susanna, Contessa, Zerlina, Donna Anna, Despina, Königin der Nacht
- Simon Mayr – Medea
- Rossini – Contessa di Folleville
- Donizetti – Lucia, Giannetta und Adina
- Verdi – Lucrezia Contarini, Violetta, Amelia (Ballo in Maschera), Amelia (Simone Boccanegra), Lady Macbeth
- Puccini – Musette, Liu
- Lehár – Hanna Glawari
- Bernstein – Maria
- Torroba – Luisa Fernanda